# 13 novembre
Il 13 novembre è il 317º giorno del calendario gregoriano (il 318º negli anni bisestili). Mancano 48 giorni alla fine dell'anno.

## Eventi
- 1742 – Papa Benedetto XIV pubblica la lettera enciclica Certiores Effecti sulla distribuzione dell'eucaristia ai fedeli durante la messa
- 1775 – Guerra d'indipendenza americana: le forze americane del colonnello Ethan Allen strappano Montréal al generale britannico Guy Carleton
- 1851 – Il Denny Party sbarca ad Alki Point, sono i primi coloni di quella che diventerà Seattle (Washington)
- 1875  – Il dipinto della Madonna del Rosario arriva al Santuario di Pompei[1]
- 1887 – Domenica di sangue: scontri nel centro di Londra
- 1909 – Inizia lo scandalo Ballinger-Pinchot, il Collier's magazine accusa il Segretario degli Interni statunitense Richard Ballinger di aver condotto "affari" discutibili sulle miniere di carbone dell'Alaska
- 1917 – Prima guerra mondiale: inizia la prima battaglia del Piave tra italiani e austro-tedeschi
- 1940 – Première del film Fantasia, 3º Classico Disney, al Broadway Theatre di New York; il film uscirà in maniera discontinua e solo in specifiche sale cinematografiche specificamente allestite con il sistema audio Fantasound, per poi ricevere una distribuzione nazionale con audio tradizionale dal 6 gennaio 1942[2]
- 1941 – Seconda guerra mondiale: la portaerei HMS Ark Royal (91) viene silurata dall'U-81, affonderà il giorno dopo
- 1942 – Seconda guerra mondiale: battaglia di Guadalcanal, aviatori della USS Enterprise (CV-6) affondano l'incrociatore pesante giapponese Hiei
- 1954 – La Gran Bretagna sconfigge la Francia e conquista la prima edizione della Rugby League World Cup a Parigi davanti a circa 30.000 spettatori
- 1960 – Sammy Davis Jr. sposa May Britt: il matrimonio fra l'artista nero statunitense e l'attrice bianca svedese desta scalpore, perché le unioni interrazziali sono all'epoca vietate in 31 Stati su 50 negli USA
- 1961 – Vladimir Efimovič Semičastnyj succede a Aleksandr Nikolaevič Šelepin alla guida del KGB
- 1968 – Si chiudono a Tel Aviv i III Giochi paralimpici estivi
- 1969 – Guerra del Vietnam: dimostranti contro la guerra a Washington inscenano una simbolica Marcia contro la morte
- 1970
  - Un ciclone tropicale colpisce l'area densamente popolata del Delta del Gange nel Pakistan orientale (l'odierno Bangladesh), uccidendo circa mezzo milione di persone (questo è considerato come il peggior disastro causato da cicloni del XX secolo)
  - Un colpo di Stato in Siria porta il generale Hafiz al-Asad al potere.
- 1971 – La sonda americana Mariner 9 raggiunge Marte. Fino al 27 ottobre 1972 invierà alla Terra un totale di 739 foto
- 1974 – Muore a Neuilly-sur-Seine (Île-de-France) il grande regista e attore italiano Vittorio De Sica
- 1974 – Ad Amityville, Ronald DeFeo Jr. stermina a colpi di fucile la sua famiglia
- 1982
  - A Las Vegas un incontro di pugilato vinto da Ray Mancini su Kim Duk Koo porterà alla morte del coreano il 17 novembre: l'evento porterà a importanti cambiamenti in questo sport
  - Inaugurazione a Washington del Memoriale dei veterani del Vietnam, dopo una marcia sul posto di migliaia di veterani della guerra del Vietnam
- 1985 – Il vulcano Nevado del Ruiz erutta, seppellendo Armero (Colombia) e uccidendo circa 23.000 persone[3]
- 1990 – Viene scritta la prima pagina conosciuta del World Wide Web
- 1991 – Esce nelle sale cinematografiche statunitensi il film La bella e la bestia, 30º Classico Disney; l'anno successivo sarà il primo film animato nella storia del cinema a concorrere per il premio come Miglior film ai Premi Oscar
- 1992 – Sparizione di tre ragazze adolescenti di Alcàsser, una cittadina vicino a Valencia, in Spagna
- 1994 – Gli elettori svedesi decidono di entrare nell'Unione europea con un referendum
- 2001
  - Conferenza di Doha: la World Trade Organization termina una conferenza ministeriale di quattro giorni a Doha, nel Qatar
  - Guerra al terrore: nel primo atto di questo tipo sin dalla seconda guerra mondiale, il presidente statunitense George W. Bush firma un ordine esecutivo che permette l'istituzione di tribunali militari contro qualsiasi straniero sospettato di avere connessioni con gli atti terroristici realizzati o progettati contro gli Stati Uniti
- 2002
  - La petroliera Prestige affonda al largo della costa della Galizia provocando un disastro ambientale
  - Crisi del disarmo in Iraq: l'Iraq accetta i termini della Risoluzione ONU 1441
- 2005 – Viene trovato morto in un hotel di Minneapolis il wrestler messicano Eddie Guerrero
- 2009 – La NASA annuncia ufficialmente che c'è acqua in quantità elevata sulla Luna
- 2010 – Il Premio Nobel per la pace Aung San Suu Kyi viene liberata dalla prigionia in Birmania
- 2011 – Mario Monti riceve l'incarico di formare il nuovo governo della Repubblica Italiana
- 2015 – Attentati terroristici a Parigi, nel I, X e XI arrondissement in cui muoiono 130 persone
- 2017 - La nazionale di calcio dell'Italia pareggia 0-0 contro la Svezia calcio e non si qualifica per la seconda volta al campionato mondiale di calcio Russia 2018

## Nati
Ci sono circa 1 020 voci su persone nate il 13 novembre; vedi la pagina Nati il 13 novembre per un elenco descrittivo o la categoria Nati il 13 novembre per un indice alfabetico.

## Morti
Ci sono circa 490 voci su persone morte il 13 novembre; vedi la pagina Morti il 13 novembre per un elenco descrittivo o la categoria Morti il 13 novembre per un indice alfabetico.

## Feste e ricorrenze

### Civili
Internazionali:
- Giornata mondiale della gentilezza[4]

### Religiose
Cristianesimo:
- Sant'Abbone di Fleury, abate
- Santa Agostina Pietrantoni, religiosa
- Santi Antonino, Niceforo, Zebina, Germano e Manatha, martiri
- Santi Arcadio, Pascasio, Probo, Eutichiano e Paulillo, martiri
- San Brizio di Tours, vescovo
- San Dalmazio di Rodez, vescovo
- San Donato di Montevergine, abate
- Sant'Eugenio III di Toledo, vescovo
- Sant'Eulogio d'Ivrea, vescovo
- San Florido, vescovo
- San Gredifael
- Sant'Imerio eremita
- San Leoniano di Vienne, abate
- Santa Massellenda, vergine e martire
- San Mitrio d'Aix, martire
- San Niccolò I detto Magno, papa
- Sant'Omobono Tucenghi, laico
- San Quinziano di Rodez, vescovo
- Beato Carl Lampert, sacerdote e martire
- Beato Juan Gonga Martinez, giovane laico, martire
- Beato Josafat Šiškov, sacerdote e martire
- Beato Petâr Vičev, sacerdote e martire
- Beata Maria del Patrocinio di S. Giovanni (Maria Cinta dell'Assunta Giner Gomis), vergine e martire
- Beata Maria Teresa Scrilli (Maria Teresa di Gesù), fondatrice delle Suore di Nostra Signora del Carmelo
- Beato Pavel Djidjov, sacerdote e martire
- Beato Roberto Montserrat Beliart, sacerdote e martire
- Beato Warmondo, vescovo

Religione romana antica e moderna:
- Idi (Feriae Iovi)
- Epulum dedicato a Giove Ottimo Massimo (Epulum Iovis)
- Feronia in Campo Marzio
- Fortuna Primigenia sul colle Quirinale
- Pietà